# Kazimierz Albin Sokołowski
Kazimierz Albin Sokołowski herbu Pomian (ur. 1762, zm. 13 marca 1837 w Orłowie) – starosta inowrocławski, generał major ziemiański powstania wielkopolskiego w 1806 roku.
Był synem chorążego kruszwickiego Adama i Elżbiety z Żychlińskich, bratem starosty kowalskiego Michała oraz Wojciecha.
W 1782 roku został wybrany na posła sejmowego dzięki poparciu kuzyna Serafina Sokołowskiego. W 1788 otrzymał nominację na starostę inowrocławskiego. Na sejmiku deputanckim w Brześciu Kujawskim 1792 wybrano go na jednego z delegatów województw kujawskich, wysłanych do króla z podziękowaniem za uchwalenie konstytucji 3 maja.
Po zajęciu Kujaw przez władze pruskie w wyniku II rozbioru Polski wziął udział w powstaniu wielkopolskim. Na jesieni 1794 roku zorganizował składający się z dwóch szwadronów pułk milicji inowrocławskiej. Oddział ten należał do najdłużej walczących w powstaniu, działał pod Brześciem Kujawskim jeszcze w listopadzie.
Doświadczenie w dowodzeniu oddziałem powstańczym wykorzystał w latach 1806–1807, po wkroczeniu do Wielkopolski wojsk francuskich, toczących walki z armią pruską. W grudniu 1806 gen. Dąbrowski mianował go generałem ziemiańskim województwa inowrocławskiego. Zorganizowany przez niego pułk kawalerii powstańczej wziął udział w wyprawie na Słupsk w lutym 1807. W czasie szturmu na miasto pod dowództwem Sokołowskiego znalazły się również dwie dodatkowo przydzielone kompanie piechoty. Wśród zawodowych oficerów miał opinię znakomitego dowódcy powstańczego.
Posłował na sejm w 1818 roku z powiatu orłowskiego, brał również udział w obradach sejmu 1820 roku. Na pieczęci, której używał widniała wypisana dookoła herbu dewiza Zanic herbów szereg długi, komu własnej brak zasługi. Zmarł 13 marca 1837 roku w Orłowie.
Odznaczony Orderem Świętego Stanisława w 1791 roku.